# Resident Evil Gaiden
Resident Evil Gaiden (jap. Biohazard Gaiden) ist ein von Capcom entwickeltes und 2001 erschienenes Survival-Horror-Videospiel für den Game Boy Color. Im Resident-Evil-Handheldableger begibt sich SWAT-Veteran und S.T.A.R.S-Mitglied Barry Burton auf die Suche nach Leon S. Kennedy, der während seiner Suche nach einer bio-organischen Waffe auf einem Kreuzfahrtschiff verschollen ist.

## Handlung
Um den Machenschaften der Umbrella Corporation ein Ende zu bereiten, wurde eine Untergrundorganisation gebildet, die aus ehemaligen S.T.A.R.S.-Mitgliedern und früheren Beschäftigten von Umbrella besteht. Eine neue bio-organische Waffe (B.O.W.), die von den Umbrella-Laboren entwickelt wurde, wurde gestohlen und befindet sich an Bord des Kreuzfahrtschiffs Starlight, das sich auf der Überfahrt nach Europa befindet. Leon S. Kennedy ist an Bord des Schiffs um die B.O.W. zu zerstören, doch der Kontakt zu ihm bricht ab. Barry macht sich auf den Weg, um Leon zu suchen.
Resident Evil: Gaiden zählt nicht zum Serienkanon, denn Leon wird in diesem Teil infiziert und Resident Evil 4 wäre nicht möglich.

## Spielmechanik
In Resident Evil Gaiden wird das Geschehen nicht wie in anderen Teilen der Serie in der 3D-Sicht präsentiert, sondern in einer 2D-Draufsicht. Beim Aufeinandertreffen mit einem Gegner wechselt die Ansicht in die Egoperspektive. Der Spieler muss dabei den Schussknopf drücken wenn sich ein von links nach rechts bewegender Balken über einem Gegner (z. B. einem Zombie) befindet.
Die Puzzles im Spiel beschränken sich im Wesentlichen auf das Finden von Schlüsseln zum Öffnen verschlossener Türen. Serientypische Gegenstände wie zum Beispiel die Heilpflanzen sind auch hier vertreten.
Mit Leon, Lucia und Barry bietet das Spiel drei spielbare Charaktere.

## Entwicklung
Kurz nach der Veröffentlichung des Capcom-Spiels Dino Crisis (1999) beauftragte der europäische Publisher Virgin Interactive ein kleines britisches Studio, M4, mit der Entwicklung einer Proof-of-Concept-Portierung für den Game Boy Color. Virgin hatte bereits seit einiger Zeit Spiele von Capcom in Europa veröffentlicht, darunter auch Resident-Evil-Spiele, und hoffte, seine Beziehungen zu Capcom durch die Entwicklung von Originaltiteln zu vertiefen. Capcom war von der Dino-Crisis-Demo beeindruckt und bat M4, ein Original-Resident-Evil-Spiel mit der Engine zu entwickeln. Capcom war fest entschlossen, ein erfolgreiches Resident-Evil-Spiel für Handhelds zu entwickeln. Zuvor waren sie auf Probleme bei der Portierung ihrer Heimkonsolenspiele auf weniger leistungsfähige Handhelds gestoßen, insbesondere bei Resident Evil 2 auf dem Game.com und einer unvollendeten Resident-Evil-Portierung für den Game Boy Color. Capcom gab die Portierung von Resident Evil für den Game Boy Color auf, als Resident Evil Gaiden grünes Licht bekam.

## Kritiken
Kritiken zu Resident Evil Gaiden fielen im Wesentlichen negativ aus. Die Geschichte und Grafik wurden zwar gelobt, die eintönige Musik konnte jedoch nicht begeistern. Der größte Kritikpunkt war aber, dass der Wechsel zu einer Draufsicht zur Folge hatte, dass Resident Evil typische Schockmomente ausblieben. Die eintönigen Puzzles und die fehlende Abwechslung im Gameplay wurden ebenso häufig kritisiert.